# Honterusfest

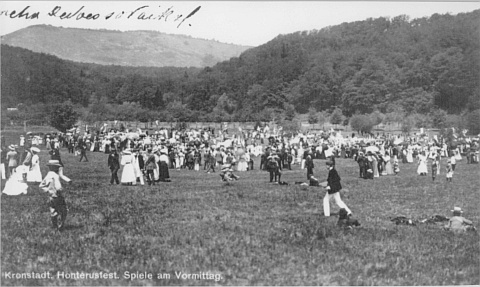
A Honterusfest 1912-ben

A Honterusfest (Honterus-ünnepély) a brassói Johannes Honterus Líceum évente, tanévzáráskor megrendezett népünnepélye volt, mely során a szász diákok, tanárok, és városi polgárok a Brassó melletti Honterus-ligetbe vonultak, ahol vetélkedőket és mulatozást szerveztek, iskolai tanárok és egyházi elöljárók beszédeket tartottak, és kiosztották a legjobb diákoknak járó díjakat. A legelőször 1845-ben megszervezett ünnepély egy időben az erdélyi szászok legnagyobb kulturális eseménye volt. A második világháború után a hatalomra kerülő kommunisták betiltották; a kivándorolt szászok azóta Németországban elevenítik fel.

## Története
Bár évzáró ünnepélyeket azelőtt is tartottak, a legelső nagyméretű Honterusfest 1845. július 30-án került megrendezésre, a gimnázium alapítása 300. évfordulójának alkalmából. Megjegyzendő, hogy a 19. században még úgy hitték, hogy Johannes Honterus 1545-ben alapította az iskolát; később a dátumot 1541-re javították.
Az 1848–49-es szabadságharc erdélyi csatái miatt 1848 és 1850 között elmaradt, de 1851-től kezdve egészen a második világháború elejéig minden évben megrendezték. Az iskolai rendezvény rövid időn belül város-szintű népünnepéllyé nőtte ki magát, melyhez egész Brassó szász lakossága csatlakozott, hasonlóan a segesvári Skopationsfest-hez vagy a nagyszebeni Maifest-hez. A 19. század végén az erdélyi szászok legnagyobb kulturális eseménye volt.
Az ünnepélyek sorozata az első világháború alatt szünetelt, majd a második világháború kezdetével, 1939 után megszakadt. Később a hatalomra kerülő kommunisták betiltották a Honterusfestet, a németek elleni megtorlások részeként. Az egykori Honterus-ligetet tömbházakkal és ipari létesítményekkel építették be. 1955-től néhány évig a szász diákok a Kis-függő-kő mellett tartották a rendezvényt, míg azt is be nem tiltották. 1979-ben sikertelenül próbálták újraéleszteni, mint „barcasági népviseleti fesztivált” (Burzenländer Trachtenfest).
Időközben a kitelepített, kivándorolt szászok Németországban elevenítették fel a Honterusfestet. 1959-ben Lechbruck, majd több éven keresztül München mellett, 1966-tól kezdődően pedig a Pfaffenhofen an der Ilm melletti Waldspielplatz-on szervezik, kétévente, július első vasárnapján.
A kommunizmus bukása után, 1992-től Brassóban a Honterus líceum újra évzáró ünnepélyt szervez, de ez már nem emlékeztet a háború előtti nagyméretű kulturális eseményre; pusztán egy iskolai kirándulás, mely során a tanulók Brassópojánára mennek, és sporteseményeken vesznek részt.

## A 19. századi ünnepély leírása
A tanév június végén fejeződött be. Mivel Brassóban június kiváltképpen esős hónap, mindig három különböző napot jelöltek ki az eseménynek. Ha a három közül valamelyik napra kedvező volt az időjárás-előrejelzés, a Fekete templom harangját este hétkor megkondították, jelezve, hogy másnap reggel kezdődik a Honterusfest.
A helyszín a város melletti Honteruswiese (Honterus-liget, más néven Honterus-völgy) volt. A Honterusfestet megelőző napokban a völgy bejáratánál fenyőkből zászlókkal és feliratokkal díszített diadalkaput emeltek; a tisztáson lombsátrakat és egy zászlókkal, virágfüzérekkel feldíszített emelvényt állítottak.
Az ünnepély napjának hajnalán a dobosok szász indulókat (Tagwache, Honterusmarsch, Michael-Weiss-marsch, Soldatenmarsch) játszva vonultak végig a városerőd utcáin, reggel hatkor pedig ismét megkondították a harangot. Hét órakor a diákok a Fekete templom udvarán, az iskola előtt gyülekeztek. Nemcsak a Honterus felsős diákjai (Coetus Honteri) vettek részt, hanem a város összes evangélikus szász tanára és diákja, így a kereskedelmi líceum Coetus Mercuri-ja, és az evangélikus leánygimnázium és az általános iskolák szász tanulói is. A diákok a líceum egyenruháját viselték; ez alól csak a legutolsó, 1939-es rendezvény volt kivétel, mikor hagyományos szász viseletbe öltöztek. A Sachsenlied (Ich bin ein Sachs, ich sag's mit Stolz; Szász vagyok, büszkén mondom) eléneklése után az igazgató beszédet mondott, majd a Honterusliedet (Heil, Honterus, preist ihn alle; Éljen Honterus, mindenki dicsérje) énekelték.
Ezután ünnepélyes menetben a Főtérre indultak, majd a Siebenbürgenliedet énekelve a Fekete utcán vonultak végig, ahol a Honterus-ház előtt háromszoros éljent kiáltottak. Innen a Cenk és a szomszédos Csigadomb közötti nyergen (Várnyak) keresztül a Honterus-liget felé vették az irányt, rézfúvósokkal kísérve. A Coetus élén a diákprefektus, alprefektus, Fuchsmajor, kórusvezető, és két zászlóvivő gyalogolt. A díszmenethez városi polgárok is csatlakoztak, és a Honterus-ligetig a tömeg több ezer fősre duzzadt.
A Honterus-ligetben volt a tulajdonképpeni ünnepség. A felállított emelvényen a városi lelkész és a gondnok beszédet mondott, majd a diákok elfoglalták kijelölt helyeiket, és sportesemények, játékok, vetélkedők, tánc következett. Délben a résztvevők a magukkal hozott élelemből vagy a vendéglősök által nyitott lacikonyháknál étkeztek, és pohárköszöntőket mondtak Honterus tiszteletére.
Délután két órakor a barcasági fúvószenekar első trombitása jelt adott, és a Coetus Honteri tagjai a közeli Pfaffengraben (Pap-árok) völgyében levő Honterus-forráshoz (Honterusquelle, korábbi nevén Pfaffenbrünnen azaz Pap-kút) vonultak, ahol a líceum legfiatalabb professzora beszédet tartott Johannes Honterusról és munkásságáról. Ez volt az úgynevezett Quellenrede (forrás melletti beszéd), a nap ünnepélyes, identitás-erősítő fénypontja, melynek hagyományát Friedrich Philippi vezette be az 1860-as években. Befejezéséül az Ich kenn ein Fleckchen auf der Welt (Ismerek egy helyet a világban) éneket énekelték.
Ezután sportbemutatókat és játékokat rendeztek, este pedig az emelvénynél az igazgató kiosztotta a jó tanulóknak járó díjakat. Ezt hajnalig tartó zene és tánc követte, melyben a Coetusok táncához a leánygimnázium felsőbb osztályos tanulói is csatlakoztak. A mulatság végén a diákok és a polgárok a város felé vették az irányt, és az iskola elé visszaérve a Coetus Honteri tagjai elénekelték a Gaudeamus igiturt.
Orbán Balázs szerint a Honterusfest „nemcsak egy nagy históriai névnek élénk emlékezetbe tartására irányul, nemcsak a tanuló fiatalságnak szolgál kedves elszóródás és nyilvánosan kiosztott ösztöndijai által buzditásul, hanem fontos az társadalmilag is, mert ez az egyedüli nap, a midőn a szász megtagadja önmagát, s kilép házi zárkozottsága és önzésének örömtelen chinai falai közül; egyetlen nap az évben, midőn a társas élet örömeinek áldoz, midőn polgártársai és vidékről jövő ismerőseivel összeül, egybe simul, sőt még vendégszerető is tud lenni, s levetkőzve beteges komolyságát, vigadni is mer.”
Az évek előrehaladtával az ünnepség új elemekkel bővült. A 20. század elejétől kezdve például tanárok és felsős diákok közötti labdarúgó-mérkőzéseket is rendeztek.

## Az egykori ünnepély helyszíne

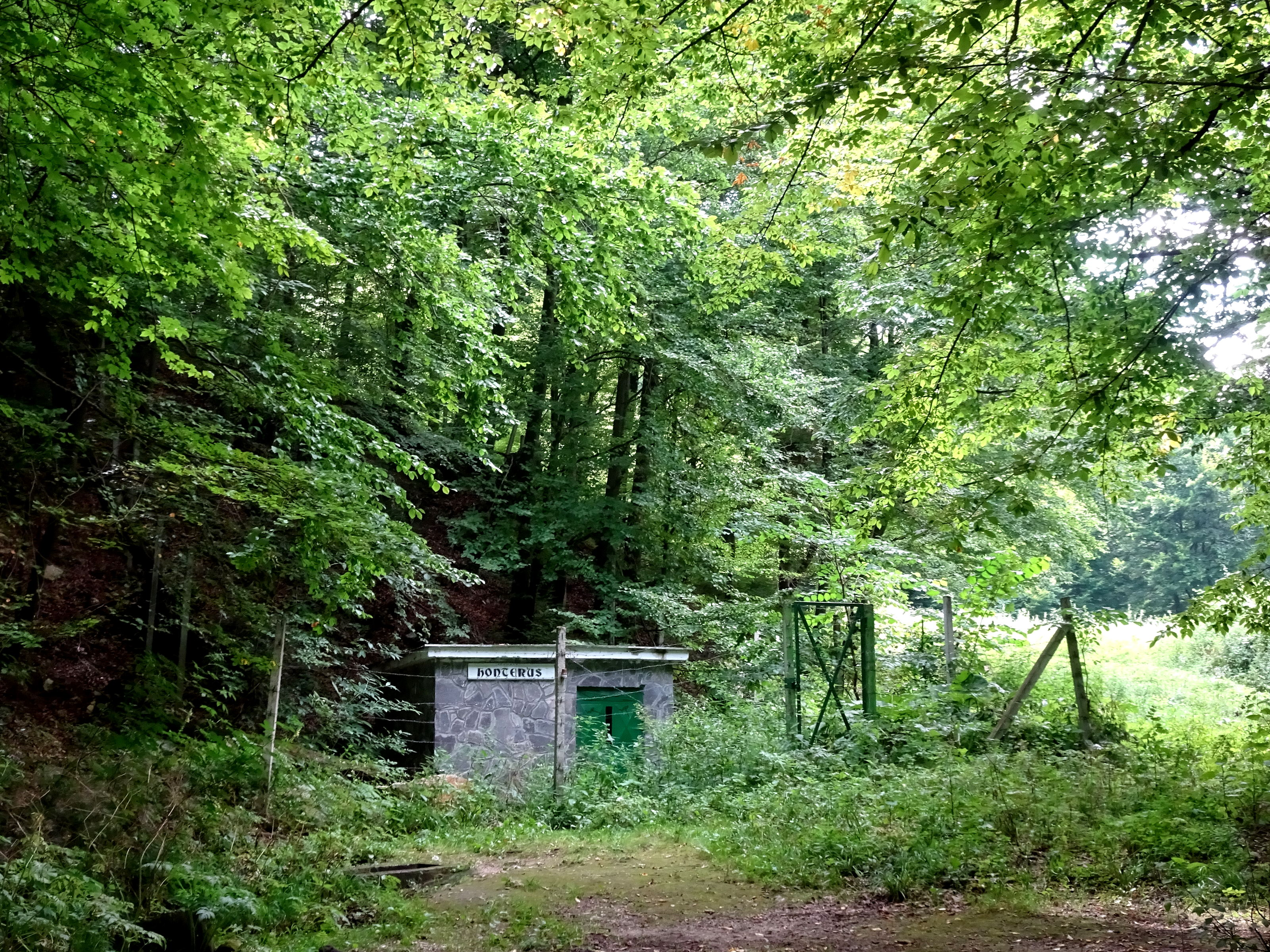
A Honterusquelle 2017-ben

A Honterus-liget (Honteruswiese) a jelenlegi Panselelor utca nyugati végének környékén volt. A 19. században Noához sorolták, a jelenlegi közigazgatási felosztás szerint az Astra-negyed területén van. 1948–1950 között munkásotthonokat és műhelyeket (az egykori Steagul Roșuhoz tartozó Orășelul Ucenicilor) építettek a tisztásra, később egy gyógyszergyárat is létesítettek.
A Honterus-forrás (Honterusquelle) ma is létezik, a brassóiak kedvelt kirándulóhelye. A 20. század második felében elhanyagolt forrás helyreállítását Ortwin Hellmann, a brassói evangélikus egyházmegye gondnoka szorgalmazta. 1999-ben visszaállították eredeti kinézetét és emléktáblát helyeztek el rajta, ám 2003-ban ezt eltávolították, és a forrást szögesdróttal körülvett bunker-szerű építménnyel fedték el.